# Microbotryomycetes
Classe
Les Microbotryomycetes sont une classe de champignons Basidiomycètes de la sous-division des Pucciniomycotina.

## Systématique
Les Sordariomycetes présentent des sous-classes :
- la sous-classe des Microbotryomycetidae
- la sous-classe des Sporidiobolomycetidae

## Liste des ordres
- Curvibasidiales
- Heitmaniales
- Heterogastridiales
- Kriegeriales
- Leucosporidiales
- Microbotryales
- Rosettozymales
- Sporidiobolales

## Liste des sous-classes, ordres, familles et genres
- sous-classe des Microbotryomycetidae
- sous-classe des Sporidiobolomycetidae